# Monstab
Monstab est une commune allemande de l'est du land de Thuringe située dans l'arrondissement du Pays-d'Altenbourg. Monstab fait partie de la Communauté d'administration de Rositz.

## Géographie

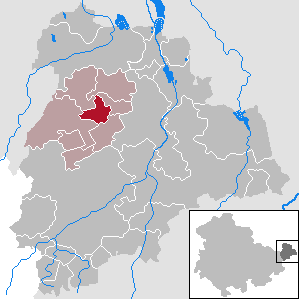
Situation de la commune dans l'arrondissement d'Altenbourg

Monstab est située dans le centre-ouest de l'arrondissement, à 9 km à l'ouest d'Altenbourg, dans un paysage decollines de lœss en bordure de la plaine de Leipzig. Elle est composée des cinq villages suivants :
- Monstab ;
- Kröbern ;
- Wiesenmühle ;
- Krebitschen ;
- Schlauditz.

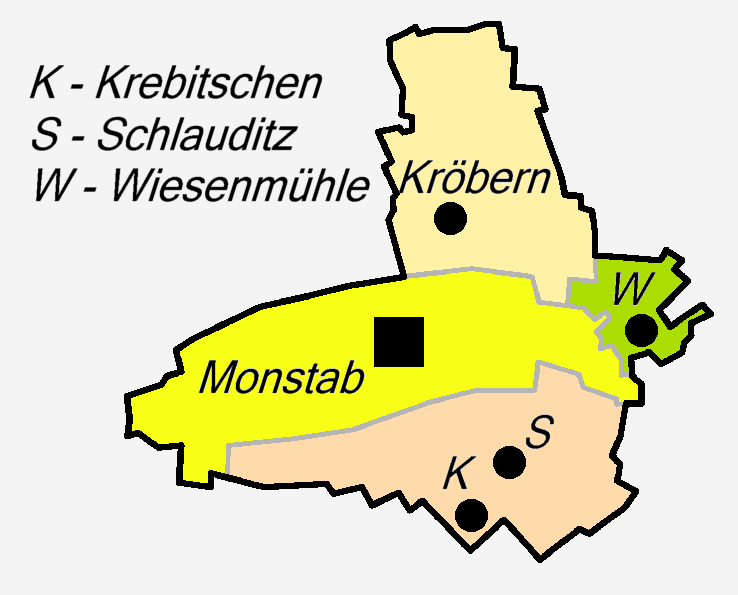
Les différents villages.

Communes limitrophes (en commençant par le nord et dans le sens des aiguilles d'une montre) : Rositz, Lödla, Göhren, Starkenberg et Kriebitzsch.

## Histoire
La première mention écrite du village de Monstab date de 976 sous le nom de Masceltorp, c'est à cette époque un village circulaire (rundling) sorabe typique. En 1270, Maeltoph et signalé et, en 1415 Montaph.
Le village a fait partie du duché de Saxe-Altenbourg (cercle oriental, ostkreis). En 1952-1953, les communes de Kröbern, Schlauditz (avec Krebitschen) et Wiesenmühle sont incorporées à la commune de Monstab.

## Démographie
Commune de Monstab dans ses limites actuelles :
| 1900 | 1933 | 1939 | 1946  | 1995 | 2000 | 2005 | 2011 |
| ---- | ---- | ---- | ----- | ---- | ---- | ---- | ---- |
| 804  | 804  | 793  | 1 059 | 536  | 544  | 518  | 471  |